# Roberto Mastroianni
Roberto Mastroianni (* 1964 in Cosenza) ist ein italienischer Jurist. Er ist Richter am Gericht der Europäischen Union.

## Leben und Wirken
Mastroianni studierte Rechtswissenschaften an der Universität Florenz, wo er 1987 seinen Abschluss machte. 1990 erwarb er den Titel Master of Laws an der School of Law der Pennsylvania State University. Nach seiner Rückkehr nach Italien wurde er von der Universität Bologna zum Dr. iur. promoviert. Anschließend absolvierte er bis 1994 Postgraduiertenstudien an den Universitäten Genf, Amsterdam und New York.
Bereits 1992 hatte er an der Universität Florenz die akademische Laufbahn als Forschungsassistent eingeschlagen. 1993 wurde er zum Rechtsanwalt an den italienischen Obergerichten und praktizierte als solcher bis 2019. 1997 trat er als Rechtsreferent bei den Generalanwälten Giuseppe Tesauro und Antonio Saggio in den Dienst des Gerichtshofs der Europäischen Gemeinschaften. 2000 kehrte er zu seiner akademischen Laufbahn zurück und wurde Professor für Unionsrecht an der Universität Neapel Federico II. Nach einigen Gastprofessuren wechselte Mastroianni 2015 auf eine Professur für vergleichendes Wettbewerbsrecht an das Sturm College of Law der Universität Denver. Von 2013 bis 2015 war er Mitglied des Präsidiums der Italienischen Gesellschaft für internationales Recht und von 2018 bis 2021 der Italienischen Vereinigung für das Recht der Europäischen Union. Von 2015 bis 2018 beriet er außerdem die italienische Regierung für Gesetzgebungsangelegenheiten beim Dienst für europäische Angelegenheiten.
Mastroianni wurde am 26. September 2019 zum Richter am Gericht der Europäischen Union ernannt.
Als Rechtswissenschaftler liegen seine Forschungsschwerpunkte insbesondere im Europäischen Recht sowie im nationalen und internationalen Medienrecht.